# Meppen, Tyskland
Meppen är en stad i Landkreis Emsland i förbundslandet Niedersachsen i Tyskland.